# Promenáda Anny Politkovské
La Promenáda Anny Politkovské ("Passeggiata Anna Politkovskaja") è una strada situata nel parco Stromovka di Praga. Porta il nome della giornalista, scrittrice e attivista politica russa Anna Politkovskaja (1958–2006). La cerimonia di intitolazione di questa strada si tenne il 27 febbraio 2020, nel quinto anniversario della morte di Boris Nemcov, un politico dell'opposizione russa, al quale fu intitolata la vicina náměstí Pod kaštany, che prese il nome di Piazza Boris Nemcov.

## Storia
I due luoghi si trovano nel quartiere di Bubeneč, diviso tra il Distretto Municipale di Praga 6 e Praga 7, e si trovano nelle vicinanze della sede dell'ambasciata della Russia presso la Repubblica Ceca. Sia Anna Stepanovna Politkovskaja che Boris Efimovič Nemcov furono dei critici e degli oppositori del governo del presidente russo Vladimir Vladimirovič Putin, ed entrambi finirono assassinati a quasi dieci anni di distanza (la prima nel 2006, il secondo nel 2015). Secondo Carl Gershman, il presidente della National Endowment for Democracy: "Gli omicidi di Politkovskaja e Nemcov hanno dimostrato un processo inesorabile della centralizzazione del potere nel Cremlino, la repressione dei diritti umani e del giornalismo indipendente, e l'uso della propaganda di regime per demonizzare tutti gli oppositori e per fomentare l'odio nazionalista".
Vitalij Jaroševskij, un collaboratore della giornalista assassinata e vicedirettore di Novaja Gazeta, il giornale per il quale Anna aveva lavorato, assistette alla cerimonia di inaugurazione della nuova passeggiata e lodò l'iniziativa. Il sindaco di Praga, Zdeněk Hřib, affermò che sia Politkovskaja che Nemcov difesero la democrazia e che furono assassinati vergognosamente, pertanto meritano di essere ricordati. Alla cerimonia d'inaugurazione vennero posti un ritratto della giornalista e dei fiori sotto la targa che identifica la strada.
Sempre nelle vicinanze dell'ambasciata della Federazione russa si trova un belvedere che nel 2021 venne contrassegnato come "Vyhlídka Alexeje Navalného", ossia "Belvedere Aleksej Naval'nyj", dal nome di un altro critico del regime di Putin. Tuttavia, questa denominazione non è ufficiale, dato che a Praga è possibile intitolare delle strade solo a persone che sono già decedute. Inoltre, il cartello che identifica il luogo è stato posto da ignoti.